# Milen Dobrev
Milen Atanassov Dobrev (em búlgaro:  Милен Атанасов Добрев; Plovdiv, 22 de fevereiro de 1980 - Plovdiv, 21 de março de 2015) foi um halterofilista da Bulgária.
Seu maior sucesso no esporte foi em 2004, nos Jogos Olímpicos de Atenas, onde ele ganhou ouro na classe de peso até 94 kg, com 407,5 kg no total combinado (187,5 no arranque e 220 no arremesso).
Para a Bulgária, ele também ganhou a medalha de bronze no Campeonato Mundial de 2001, com 382,5 kg no total combinado, na categoria até 85 kg; foi vice-campeão mundial em 2002, com 387,5 kg, campeão mundial em 2003, com 405 kg, e ganhou a medalha de bronze no Campeonato Mundial de 2005, com 398 kg, na categoria até 94 kg.
No Campeonato Europeu, Dobrev foi vice-campeão em 2002 e ganhou duas medalhas de ouro em 2003 e 2004, na categoria até 94 kg.

### Morte
Em 2015, Dobrev foi encontrado morto em sua casa aos trinta e cinco anos. O atleta sofreu uma parada cardíaca.